# Жолдыбай (озеро)
Жолдыбай (Желдубай) — солоноватое озеро в Зерендинском районе Акмолинской области Казахстана, в бассейне Ишима, в 2 км к северу от села Булак. Площадь 25,9 км², длина 6,8 км, ширина 5 км. Южный и восточный берега обрывистые, крутые, высотой 1,5—2,5 м, остальные — пологие. Вдоль берега озера широкая полоса чёрного ила (баткака) с запахом сероводорода. В Жолдыбай впадает река Сарыозек. Замерзает в ноябре — апреле.